# Thomas Mirow
Thomas Mirow, né le 6 janvier 1953 à Paris (France), est un homme politique allemand, membre du Parti social-démocrate (SPD).

## Biographie
Thomas Mirow est fils d'un diplomate ayant été en poste en France, ce qui lui permet d'être bilingue allemand-français. Il termine sa scolarité à Bonn en 1970. Il obtient plus tard un diplôme en sciences politiques, sociologie et langues romanes à l'université rhénane Frédéric-Guillaume de Bonn où il présente un mémoire de fin d'études sur Les conceptions politiques européennes de de Gaulle et leur importance pour la position de la France sous la Ve République.
En 1975, Thomas Mirow travaille comme assistant auprès de l'ancien président national du SPD Willy Brandt avant de prendre la direction de son bureau. En 1983, il s'installe à Hambourg sur la demande du maire Klaus von Dohnanyi où il est jusqu'en 1987 directeur du bureau de presse. Il exerce ensuite jusqu'en 1991 des responsabilités politiques tout en étant consultant indépendant. 
De 1991 à 2001, il est sénateur (membre du gouvernement) du Land de Hambourg.
Pendant son retrait provisoire de la politique active, il est de 2002 à 2005 conseiller auprès du cabinet Ernst & Young AG et de la banque privée M. M. Warburg & Co., directeur général de Alstertor Schienenlogistik Beteiligungs GmbH.
Il revient à la politique active comme secrétaire d'État au ministère fédéral des Finances à Berlin de 2005 à 2008. En décembre 2006, il est visé à son domicile par un incendie criminel revendiqué par des antimondialistes pour protester contre le sommet du G8 à Heiligendamm en 2007.
Il exerce ensuite les fonctions de président de la Banque européenne pour la reconstruction et le développement (BERD) de juillet 2008 à juillet 2012.

## Vie privée
Thomas Mirow est marié depuis 1979 à Barbara Mirow, directrice de la radio NDR Kultur, avec laquelle il a deux filles.